# دانشگاه اوتارا مالزی
دانشگاه اوتارا مالزی (به انگلیسی: Universiti Utara Malaysia)(به‌طور تحت اللفظی به معنی دانشگاه شمالی مالزی، به اختصار UUM یا UNIUTAMA) یک دانشگاه مدیریت دولتی در شهرک سینتوک، ایالت کداح، مالزی است. این دانشگاه همچنین دارای یک شعبه پردیس است که در کوالا لامپور قرار دارد. پردیس اصلی این دانشگاه که در یک ناحیه روستایی واقع شده است، به‌طور معمول به عنوان «دانشگاه در یک جنگل سبز» (The University in a Green Forest) نامیده می‌شود.
این دانشگاه که در روز ۱۶ فوریه ۱۹۸۴ با نشان دانشگاه اوتارا مالزی تأسیس شده است، در رتبه‌بندی دانشگاهی کیواس مربوط به سال ۲۰۲۳ در رتبه ۴۸۱ قرار گرفت. این دانشگاه همچنین در رتبه‌بندی سال ۲۰۲۳ رتبه‌بندی تایمز، حائز رتبه ۹۹ گردید و با قرار گرفتن بین ۱۰۰ دانشگاه برتر، بدین ترتیب رتبه سوم را در سراسر کشور کسب کرد.